# رودني كاغياما
رودني كاغياما (بالإنجليزية: Rodney Kageyama)‏ هو ممثل أمريكي، ولد في 1 نوفمبر 1941 في الولايات المتحدة، وتوفي في 9 ديسمبر 2018.

## وصلات خارجية
- رودني كاغياما على موقع IMDb (الإنجليزية)
- رودني كاغياما على موقع قاعدة بيانات الفيلم (الإنجليزية)